# Међуречје (Рудо)
Међуречје (јекав. Међурјечје) је насеље у општини Рудо, Република Српска, БиХ. Према попису становништва из 2013, у њему је живео 171 становник.

## Географија
Насеље је са свих страна окружено територијом Републике Србије. Општина Прибој у време СФР Југославије у Међуречју је саградила комплетну инфраструктуру (зграде, школу, амбуланту, полицијску станицу и друге објекте) институција за сједиште своје МЗ Саставци, која окружује Међуречје. Насеље припада руђанској МЗ Миоче.
Површина села је 395,58 ha, а према подацима из 1991. године, било је 265 становника (од којих су 183 били Срби, 57 Муслимани и 25 остали) у 75 домаћинстава. Од становника је 70% са држављанством Републике Србије. Саобраћајне везе и инфраструктура те електрична и телекомуникациона мрежа овог места окренуте су ка општини Прибој. Граница полови локално гробље. Становници Међуречја плаћају порез у Републици Српској. Није познато од када је екстериторија Међуречје дефинисана на овакав начин, али је сигурно да је од Берлинског конгреса 1878. Аустроугарска издвојила ово насеље од Османског царства. Према причи мештана, један босански бег једној од својих жена поклонио је 400 хектара земље у Саставцима и од анексије Босне и Херцеговине тај посед пратио је судбину Босне и Херцеговине.

## Становништво
| Демографија | Демографија | Демографија |
| Година      | Становника  | Становника  |
| ----------- | ----------- | ----------- |
| 1991.       | 265         |             |
| 2013.       | 171         |             |